# Férez
Férez è un comune spagnolo situato nella comunità autonoma di Castiglia-La Mancia.